# Гаутрібдеїк

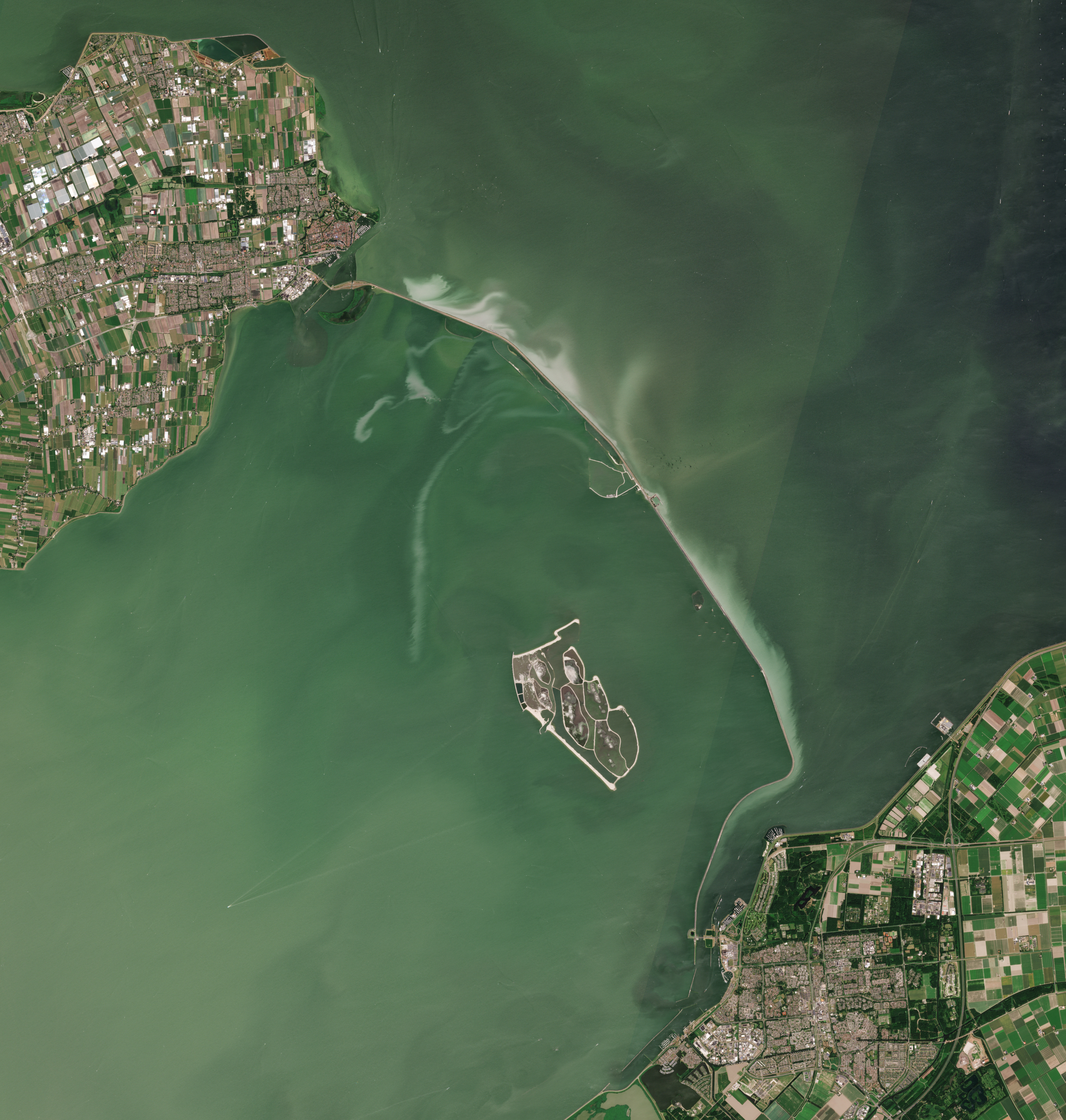
Гаутрібдеїк

52°38′07″ пн. ш. 5°24′51″ сх. д. / 52.635364° пн. ш. 5.414183° сх. д.
Гаутрібдеїк (нід. Houtribdijk) — дамба в Нідерландах, побудована в 1963—1975 роках у складі проекту Зейдерзе, що сполучає міста Лелістад та Енкгейзен. На західній від дамби знаходиться Маркермер, а на східній — Ейсселмер. Дамба завдовжки 27 км була планована для створення польдера Маркерварда, проте осушення акваторії припинено.
Дамбою прокладено дорогу N302, атотрафік складає 8500 транспортних засобів щодня з обмеженням швидкості 100 км/год. Морський транспорт може перетинати дамбу або через шлюзи в Лелістаді, або через навідук в Енкхуйзені.
Приблизно на півдорозі вздовж дамби знаходиться Трінтельгафен — аварійна гавань.